# 外物
外物（とのもの）とは、日本の武士武術の流派において、中心となる技術以外の、他流の技や他の武器に対する技についての教え、そして日常の生活場面を含めて、様々な場面における心得やそこで必要とされる技法などの総称。または外に出た際（厳密には建物内でも）、危急の変に備えての対処法を指し、そうした術の総称。

## 概要
外を「と」と読む。諸流の巻物には、「外物之事」、「外物次第」の他、新陰流では、「外物謀略」とも記し、一刀流では、目録の『正解弁疑極秘論』の中に外物指等を述べていて、流派における実戦的な極意として語られる面もある（例として、天流）。多くの場合、流派の中心技術や主要な形以外の教えや形、技術、武器などを指しており、剣術のみならず、様々な武術種目においても語られている、日常から不覚を取らぬようにする為の武士の重要な術の一つで、庶民から見て、不意を突かれた武士が超人的な対処を行っているように見えるのも、外物を学び、身につけている為（後述）。
外物の例としては、日常生活を送る上での危険から身を守る方法、例えば家内・角道（廊下も想定される）などにおける注意点・対処法も記してあり、「どのような時でも、自らを外に置く気で、いつ襲われてもおかしくない状況に身を置く」思想、常在戦場の心得のような教えが多い。例えば、疋田景兼の系統で伝承された『新陰流外物謀畧之巻』には、門の出入り、囲炉裏、庭、縁側、食事等の日常生活の場面についての教えがあった。
また、武芸者の逸話にもこのような日常生活の隙についての逸話は多く、水戸藩の剣術師範の和田平助（新田宮流）は、日頃の油断を無くす為、我が子の帰宅を襲ったり（家＝内に入る直前の安心感を消す為）、寝ている所へ打ちかかったりして鍛えたり、内にいるという安心を無くす為の奇襲を繰り返した。
寝込みを襲われるというのも危急の変であり、対策は昔から考えられてきた。戦国武将である佐竹義重の場合は、寝床を常に変えて床下から来る暗殺を警戒したという逸話が残る（あくまで対策であって、術として体系化されたものではないが、古くから習慣としての基礎がある）。

## 諸例
前述の『新陰流外物謀畧之巻』には、20種類～23種類ほど記されており、例として、「一、門戸出入、物陰気遣之事」、「一、座敷物陰気遣之事」などがある。他流では、「馬上斬合」、「雨衣を着ての斬り合い」等も見られ、「暗夜の太刀」（諸流において表記は微妙に異なる）に至っては多くの流派で語られており、無三自現流（闇夜之太刀）では、鞘を利用する。この他、「野中之幕」といった簡素的な対飛び道具用の盾作りも諸流において語られている。
伯耆流居合では、「一、介錯刀」、「一、万事刀」、「一、当身」など記されているが、口伝である内容を含む。角道での対処など、とっさ的な居合で語られる（例、関口流）。
二天一流の兵法書である『五輪書』では、槍や薙刀といった長柄系統の武器を外物とする一方で、貫流槍術では新陰流などの剣術を「とのもの太刀」と称して、剣術自体を外物として扱っており、流派によって外物とする技術体系は異なり、一様ではない（そのため、忍術の項目では、外物を忍術の一部としてすら扱っている）。

## 武術家の逸話の中に見る外物の類似性
柳生宗矩の逸話には、頭が敷居の上にくるような寝方をしていて、弟子達が両側から勢いよく戸を滑らせ、危（あわ）や首が挟まると思いきや首の下に脇差があり、戸が閉まるのを拒んだという話がある。これと類する話は他にもあり、夢想願立（「願い立つ」の意を含ませている為、願流ではなく、願立が正式）の松林左馬助が酔って帰って来て、入口の所で倒れ、寝込んだ時、女中が敷居の上にある左馬助の頭めがけて戸を閉め、挟もうとした（左馬助との賭けで、日常から「驚かせて見せよ」と言われていた為で、悪戯ではない）。ところが閉まらない。よく見ると、溝の所に鉄扇が置かれていて、つっかえとなっていた。こうした逸話からも類似外物がよく語られている事がわかる。

## 別の逸話から「外物の話」となった例
「囲炉裏之大事」でいえば、創作話としての塚原卜伝と宮本武蔵の対決逸話（生きた時代の不一致上、闘えない為、後世の創作）で知られる「鍋蓋（なべふた）」が、囲炉裏での外物について語ったものである（不意を突いたつもりの武蔵だったが、鍋の蓋で防がれた）。この話の元となった江戸期の話は、中里介山が『続・日本武術神妙記』の中において語っていて、笠原新三郎頼経という信濃の農家出身の剣客がいて、畑仕事より武芸を好み、「呼吸の法」を編み出した。老いた笠原は山に住み、道に迷った修行中の武蔵を一夜泊め、この後、何事かあり、武蔵の技芸を賞め、呼吸の法を授けた。この翁の通称が「鍋蓋」であり、ここから「囲炉裏での外物」の話へと変化したとみられる。

## 外物による試験
危急の際の対応を観て、師が後継ぎを判断するというものがある。例として、『本朝武芸小伝』には塚原卜伝の逸話として次のような内容を記している。
卜伝は3人の息子（養子）を呼び出し、試そうとした。卜伝は入口の障子戸の上に木を置き、戸を触ると落ちてくる仕掛けを作った。長男彦四郎は、入る前に上に置かれた木を見つけ（見越しの術）、一端取り、入ってから再び元の所に木を置いた。次に呼ばれた次男は、落ちてきた木に気づき、受け止めてから元の場所へ置いた。これに対し、三男は、落ちてきた木に驚き、抜刀して瞬く間に斬り捨てた。
これらの対応を観た卜伝は、驚いた三男を戒め、少しも動じなかった長男の器を褒め、次男に対しては、さらに努めるよう語った。
また、対応によって実力をうかがおうとする演出として、映画『七人の侍』では、戸口の横に隠れ、入ろうとした武士の不意を打ち込もうとするものがあるが、本来、師弟でもない者が公において行うと、真正面からかかって来る度胸もない者と判断されかねない（見下されかねない）行為である。実際、前述の和田平助親子の逸話にしても、斎藤一の子の逸話にしても、武家における親子間という師弟関係にあるからやれる行為であって、これらの外物逸話の共通点（子を鍛える為の不意打ち話）でもある（従って、『七人の侍』の演出は正しい引用ではない）。外物を学べたのは一部の者であり、武術を学んでいるからといって誰でも危急に対処できるわけではない。

## 鳥のささいな行動から伏兵や刺客を察する逸話
外物という語の形成以前から日本の兵法書では危急の変に備えての対処法・心構えといった外物に当たる概念が古くから説かれてきた。例として、『闘戦経』の序では2つの例を引用している。
- 「（前略）、ゆえに奥羽の逆乱（において源義家が敵を征伐しようとした時）、川雁の行乱すに（田に降りようとした雁が行を乱して飛び去ったのを見て）伏賊を察す。」

- 「鶴岡の災変（建保7年（1219年）正月、源実朝が右大臣拝賀の為、鶴岡八幡宮に参った時、別当公暁に討たれた事件）、社鳩たちまち堕るに（一羽の鳩がしきりに鳴き続けていた＝何らかの異常を察していたので）、刺客を考す（兵法師範の大江広元は危険を察知し、実朝の束帯の下に覆巻＝軽武具を着用するように勧めた）。」

以上の例のように、古来から日本兵法では危急の変の対処を説いてきた。

## 備考
- 以上の事柄・内容からも、泰平の世になった武家における教訓話的な意味合いもあるが、機知がとっさ的な動作であるのに対し、外物は経験上から得た部分が大きい。例えば、1人道中にいる時に履物の紐が切れたので、結ぶ為にかがむ体勢を取るが、これは介錯と同じ体勢になる為、奇襲された際、容易に首をはねられてしまう。その為、樹や壁を背に向け、死角を消すといった用心も外物の一つである。
- 武士が常時二刀でいるのも、儀礼や用途に応じて使いわけるだけでなく、気付かずに敵に長刀を奪われた際、何で闘うかといったら、当然、残った短刀での戦闘が想定される[11]（「懐刀での外物」。三刀も持っていたら、奪われてやられかねない）。手裏剣代わりに小柄を投げるのも、危急の際の対処法であり、外物に入る。
- 敷居の上を踏まないとした武家の作法も、床下から来る暗殺を考慮した外物といえる。また、武家作法では、杯で酒を飲む際（または扇子で扇ぐ時）、左手を用いた。これも危急の際に武器を用いる利き手が怪我をしない為の構え＝想定である[12]。逆に、主君が門まで送り返す時は、信頼の証として、後ろを一度も振り向かないという作法があり、主を疑わないという態度を表すことは、「外物＝いかなる時も対処する態度」が成立しづらい場面もあったことを示す。
- 外物は「常在戦場」の体現であり、実戦性が低くなった泰平の世では好まれなかった面もあり、道場剣術では教えない事も多かったとされる[2]。
- 江戸期の道中旅行をする際の注意を書いた本『旅行用心集』には、宿に泊まる際は、必ず出入り口の場所と数を覚えろというものがあり[13]、火事など大事が起こった際の逃げ道の確保を説いた。泰平の世になり、基本的な外物についていちいち記したのは、逆にいえば、それだけ治安がよくなり、不用心になった為でもある。